# Niemożliwe (album)
Niemożliwe – debiutancki album studyjny polskiej grupy muzycznej Kwiat Jabłoni. Wydawnictwo ukazało się 1 lutego 2019 nakładem wytwórni muzycznej Agora.

## Lista utworów
| Nr  | Tytuł utworu              | Długość |
| --- | ------------------------- | ------- |
| 1.  | „Niemożliwe”              | 3:39    |
| 2.  | „Dzień dobry”             | 3:14    |
| 3.  | „Nie ma czasu”            | 4:20    |
| 4.  | „Nic więcej”              | 4:05    |
| 5.  | „Dziś późno pójdę spać”   | 3:34    |
| 6.  | „Za siódmą chmurą”        | 3:49    |
| 7.  | „Kto powie mi jak”        | 4:24    |
| 8.  | „Chodźmy nad wodę”        | 3:16    |
| 9.  | „Wzięli zamknęli mi klub” | 3:36    |
| 10. | „Wodymidaj Intro”         | 2:52    |
| 11. | „Wodymidaj”               | 4:36    |
| 12. | „Turysta” (Bonus Track)   | 5:07    |
|     |                           | 46:32   |

## Twórcy albumu
- Kasia Sienkiewicz - śpiew, teksty, pianino, kompozycja
- Jacek Sienkiewicz - śpiew, teksty, mandolina, kompozycja
- Łukasz Zięba - produkcja, miksowanie
- Mateusz Różalski - oprawa graficzna

## Listy sprzedaży
| Terytorium | Lista | Pozycja |
| ---------- | ----- | ------- |
| Polska     | OLiS  | 7       |

W zestawieniu rocznym za 2019 album zajął 62. miejsce, a w 2021 uplasował się na 33. miejscu.

## Certyfikaty i sprzedaż
| Data            | Certyfikat ZPAV    | Sprzedaż |
| --------------- | ------------------ | -------- |
| 1 lipca 2020    | platynowa płyta    | 30 000+  |
| 7 kwietnia 2021 | 2x platynowa płyta | 60 000+  |